# Лагутко, Сергей Марьянович
Сергей Марьянович Лагутко (23 мая 1970, Минск, БССР, СССР) — белорусский футболист, игрок в мини-футбол.

## Карьера
Воспитанник минской СДЮШОР-5. Первый тренер — Михаил Шутович. В «большом» футболе играл на позиции нападающего. Выступал за белорусские и российские клубы.
Многократный чемпион и обладатель Кубка Белоруссии по мини-футболу. В составе сборной страны принимал участие в отборочных турнирах к чемпионатам мира 2000 и 2004, а также чемпионатам Европы 1999, 2001, 2003 и 2005. Автор первого мяча национальной сборной Беларуси.

## Достижения
Мини-футбол

### Командные
- Чемпион Белоруссии (3): 1992/93, 1996/97, 1998/99
- Серебряный призёр чемпионата Белоруссии (6): 1993/94, 1999/00, 2000/01, 2001/02, 2002/03, 2004/05
- Бронзовый призёр чемпионата Белоруссии (2): 1994/95, 2003/04
- Обладатель Кубка Белоруссии (3): 1992/93, 1994/95, 1998/99
- Финалист Кубка Белоруссии (4): 1993/94, 1999/00, 2002/03, 2004/05

### Личные
- Лучший футболист Белоруссии (мини) (1999)
- Лучший бомбардир чемпионата Белоруссии (1993, 1994, 1999, 2002 и 2003)
- Лучший бомбардир Кубка Белоруссии (1995, 1999, 2000 и 2004)
- Лучший в истории бомбардир чемпионатов Белоруссии (532 мяча)
- Лучший в истории бомбардир Кубков Белоруссии (77 мячей)